# Меладзе, Константин Шотович
Константи́н Шо́тович Мела́дзе (груз. კონსტანტინე შოთას ძე მელაძე, укр. Костянтин Шотович Меладзе; род. 11 мая 1963, Батуми, Аджарская АССР, Грузинская ССР, СССР) — советский и украинский певец, композитор, поэт-песенник, музыкальный продюсер и аранжировщик. Заслуженный деятель искусств Украины (2012).
Старший брат певца Валерия Меладзе.

## Биография
Родился 11 мая 1963 года в городе Батуми.
Есть брат (Валерий, певец) и сестра (Лиана, продюсер компании «Velvet Music», которая управляла артистами после закрытия продюсерского центра «Константа Рекордс» и до открытия центра Meladze Music).
Окончил Николаевский кораблестроительный институт имени адмирала Макарова, где учился вместе с братом Валерием. В студенческие годы братья Меладзе вместе работали в институтской музыкальной группе «Апрель».
В 1989 году Ким Брейтбург, солист и продюсер группы «Диалог», прослушав запись выступления молодых артистов братьев Меладзе, пригласил их на работу в свой ансамбль. В 1990 году в Германии был создан их полноценный музыкальный альбом. В 1993 году Константин и Валерий покинули группу «Диалог» и занялись сольным творчеством. Они начали создавать собственную программу, в которой Валерий исполнял композиции, написанные только его братом.
В 2000 году совместно с продюсером Дмитрием Костюком основал группу «ВИА Гра», работа с которой принесла композитору широкую известность не только на Украине, но и в странах СНГ.
В конце 2000-х годов в репертуаре известных сербских певцов Здравко Чолича и Милана Станковича появилась песня Константина «Красиво» (Krasiva; автор сербского текста Марина Туцакович).
Константин Меладзе является продюсером своего брата — российского певца Валерия Меладзе, а также певицы Веры Брежневой и группы «ВИА Гра» и пишет песни для их репертуара. Его песни исполняли София Ротару, Алла Пугачёва, Кристина Орбакайте, Валерия, Ани Лорак, Полина Гагарина, Анастасия Приходько, Григорий Лепс, Таисия Повалий, Верка Сердючка, группы «БиС», «MBAND», «Инь-Ян» и многие другие артисты.
В 2001 году стал композитором и музыкальным продюсером мюзикла «Вечера на хуторе близ Диканьки». В 2002 — мюзикла «Золушка» и в 2004 — мюзикла «Сорочинская ярмарка». Также в 2008 году стал музыкальным продюсером фильма «Стиляги».
31 августа 2012 года удостоен почётного звания «Заслуженный деятель искусств Украины».
В декабре 2012 года продюсер объявил о роспуске поп-группы «ВИА Гра».
Позже на телеканале «НТВ» заявил о запуске с сентября 2013 года телевизионного талант-шоу «Хочу V ВИА Гру», представляющего собой международный кастинг в новый состав группы девушек из Украины, Белоруссии, России и Казахстана.
После завершения отбора участниц в новый состав гёрл-группы Константин Меладзе решил создать ещё и бой-бэнд, и 30 апреля 2014 года объявил о начале кастинга мужчин из стран СНГ. Окончательный состав мужской вокальной поп-группы определился в новом телевизионном шоу «Хочу к Меладзе», которое стартовало осенью 2014 года на телеканале «НТВ».
11 декабря 2012 года на территории Российской Федерации зарегистрировано ООО "Группа «Виа Гра», учредителем и генеральным директором которого является Константин Меладзе.
В 2015 году Меладзе стал одним из продюсеров нового музыкального проекта «Главная сцена», в котором он должен направлять выбранных им участников в сфере неоклассики. По итогу голосования победителем шоу становится подопечный Меладзе — Сардор Милано.
В этом же году Валерий и Константин Меладзе впервые за 30 лет творческой деятельности записали совместный дуэт на песню «Мой брат».
В октябре 2018 года Меладзе стал одним из наставников 7-го сезона шоу «Голос» на российском Первом канале. В финале победил участник из его же команды Петр Захаров. В октябре 2019 года Меладзе вновь стал одним из наставников 8-го сезона шоу «Голос». В финале победил участник из его же команды Аскер Бербеков.
После начала вторжения России на Украину в феврале 2022 года переехал с супругой в Италию.

## Личная жизнь
Первая жена — Яна Александровна Сумм (Меладзе) (род. 4 февраля 1976), имеет диплом юриста. В 1992 году принимала участие в конкурсе красоты «Мисс Украина». Бракосочетание супругов состоялось 22 июля 1994 года. 20 августа 2013 года стало известно, что Константин Меладзе и его жена Яна через 19 лет совместной жизни приняли решение о разводе, после чего Меладзе переехал из Киева в Москву, и супруги начали оформление необходимых для развода документов.
Дети остались с матерью в Киеве, и Меладзе продолжает о них заботиться.
После развода с Меладзе Яна Александровна Сумм летом 2014 года вышла замуж за украинского бизнесмена Олега. В начале 2016 года открыла в Киеве центр АВА-терапии по работе с аутистами, чтобы оказывать помощь своему сыну и другим детям с таким же диагнозом.
23 октября 2015 года в Форте-дей-Марми был зарегистрирован брак Константина Меладзе с Верой Брежневой, украинской певицей, актрисой, бывшей участницей поп-группы «ВИА Гра», с которой он состоял в отношениях с 2005 года.
6 октября 2023 года Брежнева сообщила о разводе с Константином Меладзе.

## Дело о ДТП на трассе Киев — Обухов
Вечером 27 декабря 2012 года на 32-м километре трассы Киев — Обухов Константин Меладзе на своём автомобиле Lexus совершил наезд на пешеходном переходе, вблизи автобусной остановки «Пятихатки», на 30-летнюю жительницу посёлка Козин Киевской области Анну Пищало. Меладзе был трезв, вызвал милицию, пытался оказать первую необходимую помощь. От полученных травм женщина скончалась на месте происшествия. Сиротами остались двое детей — 5-летний сын Данила и 2-летняя дочь София.
29 декабря 2012 года было начато уголовное производство по части 2 статьи 286 УК Украины («нарушение правил безопасности дорожного движения или эксплуатации транспорта, повлекшее смерть потерпевшего»). Санкция статьи предусматривает наказание в виде лишения свободы сроком от трёх до восьми лет с лишением права управлять транспортными средствами на срок до трёх лет или без такового.
Позже сообщалось, что Меладзе прилюдно взял на себя обязательство содержать детей погибшей Анны Пищало до их совершеннолетия. По словам Меладзе, с этого момента он каждый месяц будет перечислять на счёт семьи деньги для содержания детей.
30 июля 2013 года стало известно о том, что следственное управление Киевской областной милиции завершило расследование уголовного производства по факту ДТП, и дело было закрыто. Экспертизы показали, что Меладзе сделал всё возможное, чтобы избежать ДТП, в его действиях не было неосторожности и, в результате чего, состава преступления не установлено.

## Творческая деятельность

### Продюсирование артистов
Константин Меладзе совместно с компанией «Velvet Music» и через свои продюсерские центры «Constanta Records» и Meladze Music занимался продюсированием и писал песни для следующих музыкальных исполнителей и групп:
- Валерий Меладзе (с 1992)
- Группа «ВИА Гра» (2000—2025)
- Группа «Инь-Ян» (2007—2012)
- Группа «БиС» (2007—2010)
- Полина Гагарина (2010—2015)
- Анастасия Приходько (2007—2009)
- Вера Брежнева (2008—2022)
- Группа «MBAND» (2014—2020)
- Rozhden (2020)
- Tsoy (2020)
- SOFA (2023)

### Дискография
- 1991 — «Диалог» — «Посредине мира».
- 1993 — «Диалог» — «Осенний крик ястреба».
- 1994 — «Бахыт-Компот» — «Охота на самку человека».
- 1995 — Валерий Меладзе — «Сэра» (автор слов и музыки всех композиций).
- 1996 — Валерий Меладзе — «Последний романтик» (автор слов и музыки всех композиций).
- 1998 — Валерий Меладзе — «Самба белого мотылька» (автор слов и музыки всех композиций).
- 1999 — Валерий Меладзе — «Всё так и было» (автор слов и музыки всех композиций).
- 2001 — «ВИА Гра» — «Попытка № 5» (автор слов и музыки всех композиций).
- 2002 — Валерий Меладзе — «Настоящее» (автор слов и музыки всех композиций).
- 2003 — Валерий Меладзе — «Нега» (автор слов и музыки всех композиций).
- 2003 — Михаил Педченко — «Странница-осень. Песни без слов» (автор музыки всех композиций).
- 2003 — «ВИА Гра» — «Стоп! Снято!» (автор слов и музыки всех композиций).
- 2003 — «ВИА Гра» — Stop! Stop! Stop! (автор музыки всех композиций).
- 2003 — «ВИА Гра» — «Биология» (автор слов и музыки всех композиций).
- 2005 — Валерий Меладзе — «Океан» (автор слов и музыки всех композиций).
- 2007 — «ВИА Гра» — L.M.L. (автор музыки всех композиций).
- 2008 — Валерий Меладзе — «Вопреки» (автор слов и музыки всех композиций).
- 2008 — «ВИА Гра» — «Эмансипация» (автор слов и музыки большинства композиций).
- 2009 — «БиС» — «Двухполярный мир» (автор слов и музыки большинства композиций).
- 2010 — Вера Брежнева — «Любовь спасёт мир» (автор слов и музыки большинства композиций).
- 2014 — «Оттепель» — музыка к телесериалу «Оттепель» режиссёра Валерия Тодоровского.
- 2015 — Вера Брежнева — «Ververa» (автор слов и музыки большинства композиций).
- 2015 — The Great Gatsby (автор музыки всех композиций).

### Фильмография
Композитор:
- 1996 — «Умереть от счастья и любви» («Одиночество»)
- 1997—1999 — мультфильм «Незнайка на Луне» — заключительная песня
- 2001 — новогодний мюзикл «Вечера на хуторе близ Диканьки»
- 2002 — новогодний мюзикл «Золушка»
- 2004 — новогодний мюзикл «Сорочинская ярмарка»
- 2007 — фильм «Ирония судьбы. Продолжение» — автор музыки и соавтор текста песни «Опять метель…»
- 2007 — сериал «Держи меня крепче»
- 2008 — фильм «Стиляги» — автор аранжировок к саундтрекам фильма
- 2008 — фильм «Адмиралъ» — автор музыки и текста «Вопреки» (исп. Валерий Меладзе)
- 2012 — фильм «Zолушка»
- 2013 — сериал «Оттепель» — автор музыки и текстов песен «Оттепель» и «Нет для любви преград», а также инструментальной музыки к фильму[33][34][35]
- 2015 — фильм «Битва за Севастополь» — автор аранжировки к саундтреку «Кукушка» (автор слов и музыки — Виктор Цой).
- 2016 — фильм «Млечный путь» — автор музыки и слов саундтрека «Любовь и млечный путь» (исп. Валерий Меладзе).
- 2018 — фильм «Ёлки последние» — автор музыки и слов саундтрека «Любите друг друга» (исп. Вера Брежнева)

### Видео
Константин Меладзе часто снимается в клипах других исполнителей (в основном, своих подопечных). Например, в клипах на песни «Сэра», «Посредине лета», «Не тревожь мне душу, скрипка», «Океан и три реки», «Биология», «Ты меня волнуешь» (гр. Табула Раса), «Посмотри на меня» и «Мама, не горюй!».
| Год  | Клип                                      | Режиссёр        | Альбом      |
| ---- | ----------------------------------------- | --------------- | ----------- |
| 2015 | «Мой Брат» (совместно с Валерием Меладзе) | Сергей Ткаченко | без альбома |

### Телепроекты
- 2007 — «Фабрика звёзд, 7 сезон» (Россия), продюсер[38]
- 2009 — «Фабрика звёзд, 3 сезон» (Украина), продюсер
- 2011 — «Голос страны», 1 сезон, продюсер
- 2011 — «Фабрика звёзд, 8 сезон» (Россия), продюсер[39]
- 2012 — «Фабрика звезд. Россия — Украина», тренер[40]
- 2013 — «Хочу V ВИА Гру», продюсер[38][41]
- 2014 — «Хочу к Меладзе», композитор и продюсер[38][42][43]
- 2015 — «Главная сцена», наставник[38][44]
- 2016 — «Х фактор» (Украина), член жюри
- 2017 — «Новая фабрика звёзд», приглашённый член жюри
- 2018 — «Голос, 7 сезон», наставник[45]
- 2019 — «Голос, 8 сезон», наставник[46][47]

## Общественные награды, звания и премии
- 2005 — лауреат премии «Золотая звезда Аллы Пугачёвой» (золотой кулон и 50 000 долларов США). Вручение произошло в Кремле на фестивале «Песня года 2005» (Россия).
- 2007 — лауреат премии «Овация» в номинации «Музыка в кино» за музыкальное сопровождение и песню «Опять метель» к фильму «Ирония судьбы. Продолжение»[48].
- 2007 — специальная награда «Человек года» на Украине.
- 2007 — «Звуковая дорожка 2007» в номинации «Продюсер года»[49].
- 2008 — лауреат премии «Овация» в номинации «Музыка в кино» за музыкальное сопровождение к фильму «Стиляги»[48].
- 2009 — журнал «VIVA»: Самый красивый мужчина Украины—2009.
- 2009 — специальная награда 38-го ежегодного музыкального телевизионного фестиваля «Песня года 2009» (Россия) в номинации «Лучший композитор года».
- 2012 — «Yearly Ukrainian National Awards»: Лучший композитор 20-летия.
- 2012 — почётное звание «Заслуженный деятель искусств Украины»[4].
- 2013 — специальная награда 42-го ежегодного музыкального телевизионного фестиваля «Песня года 2013» (Россия) в номинации «Лучший композитор года»[50][51].
- 2013 — премия «YUNA» (2013). Победа в номинации «Лучший композитор года».
- 2014 — премия «RU.TV 2014». Победа в номинации «лучший саундтрек» (песня «Оттепель» в исполнении Паулины Андреевой).
- 2014 — лауреат премии «Степной волк» в номинации «Песня за композицию „Оттепель“» (в исполнении Паулины Андреевой).
- 2014 — «Песня года 2014» — лучший композитор 20-летия.
- 2015 — премия «YUNA» (2015). Победа в номинации «Лучший композитор года».
- 2015 — «Российская национальная музыкальная премия» в номинации «Лучший музыкальный продюсер».
- 2015 — специальная награда 44-го ежегодного музыкального телевизионного фестиваля «Песня года 2015» (Россия) в номинации «Лучший композитор и поэт года».
- 2016 — Российская национальная музыкальная премия «Виктория» в номинации «Композитор года».
- 2017 — Специальная Премия Муз-ТВ в номинации «Композитор десятилетия».
- 2020 — Российская национальная музыкальная премия «Виктория» в номинации «Композитор года».

## Документальные фильмы и телепередачи
- «Константин Меладзе. „Генерал армии Золушек“» («Первый канал», 2012)[52][53]
- «Братья Меладзе. Вместе и врозь» («ТВ Центр», 2014)[54]